# Louis-Nicolas Bescherelle
Pour les articles homonymes, voir Bescherelle (homonymie).
Louis-Nicolas Bescherelle, dit « Bescherelle l'aîné », né le 10 juin 1802 dans l'ancien 10e arrondissement de Paris et mort le 4 février 1883 à Paris 10e, est un lexicographe et grammairien français.

## Biographie et travaux
Bescherelle travaille d'abord (1825) aux archives du Conseil d'État, puis devient (1828) bibliothécaire du musée du Louvre.
En 1842, avec son frère Henri, il publia Le Véritable Manuel des conjugaisons ou la science des conjugaisons mise à la portée de tout le monde, un guide de conjugaison devenu célèbre depuis, au point que le nom de Bescherelle s'est quasiment substantivé dans le français parlé usuel pour désigner les éditions successives du manuel jusqu'à nos jours, puis par extension n'importe quel manuel de conjugaison. 
On ne saurait pourtant réduire l'œuvre grammaticale des frères Bescherelle à un manuel pratique de conjugaison. Tous les deux (en premier lieu Louis-Nicolas) publièrent une Grammaire nationale qui connut plusieurs éditions tout au long du XIXe siècle.
Louis-Nicolas Bescherelle publia également le Dictionnaire national ou Dictionnaire universel de la langue française, dictionnaire majeur du XIXe siècle et L'Instruction popularisée par l'illustration en 1851.